# Enrique Larreta

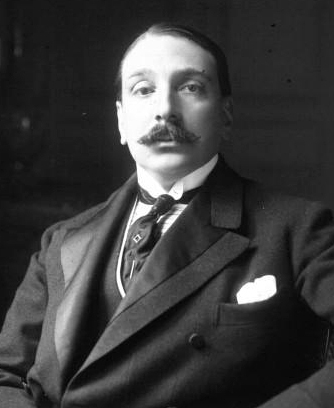
Enrique Larreta

Enrique Larreta, eigentlich Enrique Rodríguez Larreta Maza (* 4. März 1875 in Buenos Aires; † 6. Juli 1961 ebenda) war ein argentinischer Diplomat und Schriftsteller.

## Leben
Larreta entstammte einer großbürgerlichen Familie Uruguays: seine Eltern waren Carlos Rodríguez Larreta († 1915) und Adela Augustina Maza Oribe († 1899). Seine Schulzeit absolvierte er mit Hilfe von Hauslehrern, anschließend studierte er Rechtswissenschaften an der Universität seiner Heimatstadt und schloss dieses Studium 1897 erfolgreich ab.
Im Anschluss daran begann Larreta am Colegio Nacional de Buenos Aires mittelalterliche Geschichte zu unterrichten. Am 15. November 1900 heiratete er Josefina Anacleta Anchorena und hatte mit ihr fünf Kinder: Enrique (* 1902), Josefina (* 1905), Agustín (* 1909), Fernando (* 1911) und Mercedes. Durch seine Ehe war Larreta mit einer sehr einflussreichen Familie verbunden.
Als Roque Sáenz Peña 1910 Präsident Argentiniens wurde, entsandte er Larreta als Diplomat nach Frankreich. 1915 ließ sich Larreta für ein Jahr in Ávila nieder, wo er u. a. Miguel de Unamuno traf. 1919 kehrte er wieder nach Buenos Aires zurück und widmete sich für den Rest seines Lebens nur noch dem Schreiben. Für einige Jahre lebte Larreta auch in Sevilla, wo er u. a. mithalf, 1929 die Exposición Iberoamericana de Sevilla zu gestalten.
Im Alter von 86 Jahren starb Enrique Larreta am 6. Juli 1961 in Buenos Aires und fand seine letzte Ruhestätte auf dem Friedhof La Recoleta. Sein Wohnhaus in Belgrano, das 1886 der Architekt Ernesto Bunge (1839–1913) samt einem großen Park entworfen hatte, wurde 1962 zum Museo de Arte Español Enrique Larreta umfunktioniert.

## Ehrungen
Die Städte Alcalá de Henares, Ávila, Madrid und Segovia benannten ihm zu Ehren Straßen.

## Mitgliedschaften
- ab 1919 Mitglied der Academia Nacional de la Historia de la República Argentina
- ab 1929 Mitglied der Real Academia Española

## Rezeption
Larretas Werk spannt einen Bogen von Vanguardia bis zum Modernismo. Er verfasste Romane, Theaterstücke und einige Bände mit Gedichten; als sein bekanntestes Werk gilt der Roman „La gloria de Don Ramiro“. Dass Larreta zeit seines Lebens auch Kunst gesammelt hatte, ist in seinem Wohnhaus bzw. dem jetzigen Museum zu sehen.

## Werke (Auswahl)
Lyrik
- La calle de vida y de la muerte. 1941.
- Artemis. 1896.

Memoiren
- La naranja. 1948.

Romane
- Don Ramiro. Ein Roman aus dem Spanien Philipps II. (La gloria de Don Ramiro, 1908). Manesse Verlag, Zürich 1958.
- Zogoibi. Der Unglückselige. Roman (Zogoibi. Novela, 1926). Libreria Goethe, Buenos Aires 1942.
- En la Pampa. 1955.

Theaterstücke
- La que buscaba Don Juan. 1923.
- Santa Maria del Buen Aire. 1936.
- La lampe dargile. 1917.
- Tenia que suceder. 1943.
- El linyera. 1932.

Werkausgabe
- Obras completas. 1954.